# Laudakia microlepis
Laudakia microlepis — вид ящірок родини агамових (Agamidae). Інша назва «агама дрібнолуската». Поширений у Західній і Центральній Азії. Мешканець гір і передгір'їв. Має 2 підвиди.

## Опис
Загальна довжина досягає 40 см. Спостерігається статевий диморфізм — самці більші за самиць. Голова трохи витягнута, стиснута. Тулуб широкий, сплощений, розтягнутий у боки. Кінцівки добре розвинені. Уздовж хребта тягнеться гладенька смуга збільшеної луски. Решта луски тулуба дуже дрібна, квадратної, округлої або неправильної форми. Шипувата луска з боків тулуба відсутня. Позаду слухових проходів розташовуються характерні для гірських агам пуки шипуватої гострої луски. Кілевата луска є на зовнішніх поверхнях лап та на хвості. Забарвлення темно-сіре, коричневе або жовтувате. На спині є слабкий малюнок зі світлих плям з темною облямівкою.

## Поширення
Мешкає в Ірані, Афганістані та Пакистані.

## Особливості біології
Населяє піщані кам'янисті розсипи в районах зі спекотним континентальним кліматом. Активна вдень. Від ворогів рятується у тріщинах та ущелинах між камінням. Живиться комахами, рослинною їжею, дитинчатами гризунів, дрібних ящірок.
Належить до яйцекладних ящірок. Самиця відкладає до 12 яєць.

## Систематика
Підвиди:
- Laudakia microlepis microlepsis
- Laudakia microlepis triannulata

У 2012 році при ревізії роду Laudakia на основі морфологічних даних із нього був виділений рід Paralaudakia. До нового роду потрапила також агама дрібнолуската, отримавши міжнародну біноміальну назву Paralaudakia microlepis, під якою цей вид занесений до Червоного списку МСОП (категорія: LC).